# Birkenes
Birkenes is een gemeente en een kerkdorp in  fylke Agder in het zuiden van Noorwegen. De gemeente telde op 1 april 2013 4.957 inwoners.
Birkenes grenst in het zuiden aan de gemeenten Kristiansand en Vennesla , in het westen aan Evje og Hornnes en Iveland, in het noorden aan Froland en in het oosten aan Grimstad en Lillesand.
De huidige gemeente Birkenes ontstond in 1967 uit de samenvoeging van de voormalige gemeenten Herefoss, Vegusdal en Birkenes.

## Verkeer en vervoer

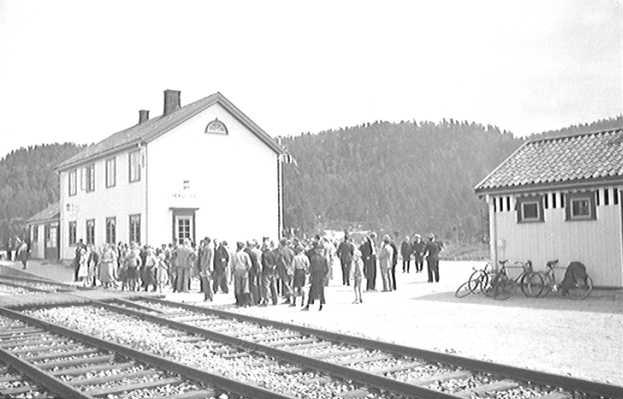
Het station in Herefoss toen het nog open was

Birkenes wordt ontsloten door Riksvei 41, de historische Telemarksweg van Kristiansand aan de zuidkust naar Kviteseid in het binnenland van Telemark. In Herefoss was een spoorwegstation aan Sørlandsbanen de spoorlijn van Oslo via Kristiansand naar Stavanger. Sinds 1989 is het buiten gebruik.

## Plaatsen in de gemeente
- Birkeland
- Engesland
- Herefoss
- Vegusdal

## Het dorp Birkenes
.

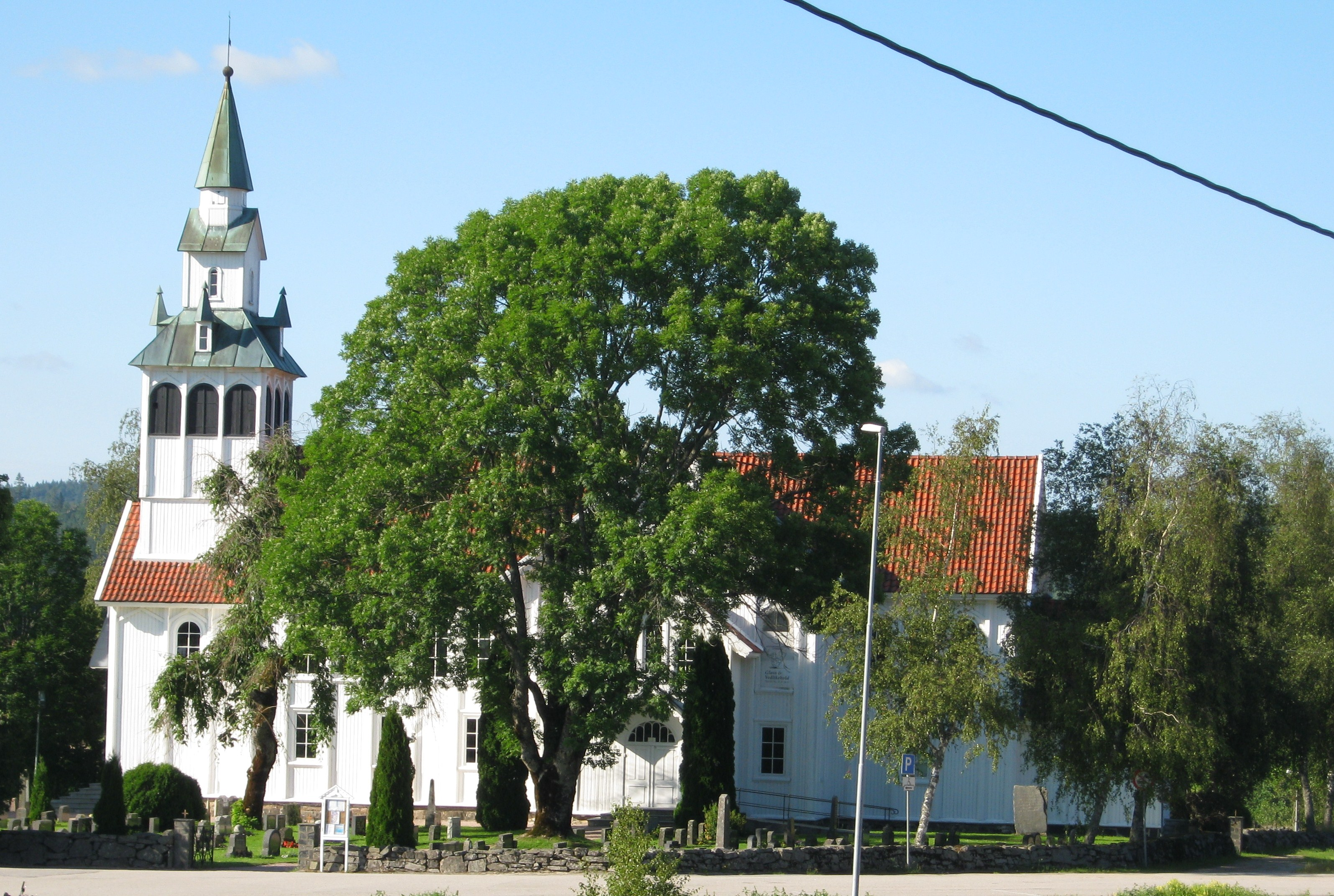
De kerk in Birkenes

Tegenwoordig is Birkeland het centrum van de gemeente, daar zetelt ook het gemeentebestuur. De gemeente is echter vernoemd naar Birkenes dat een paar kilometer ten zuiden van Birkeland ligt. In Birkenes werd al in de 12e/13e eeuw een stenen kerk gebouwd in romaanse stijl. Deze werd halverwege de 19e eeuw gesloopt en vervangen door de huidige, houten, kerk.
Arendal · Birkenes · Bygland · Bykle · Evje og Hornnes · Farsund · Flekkefjord  · Froland · Gjerstad · Grimstad · Hægebostad · Iveland · Kristiansand · Kvinesdal · Lillesand · Lindesnes · Lyngdal · Risør · Sirdal · Tvedestrand · Valle · Vegårshei · Vennesla · Åmli · Åseral 

Fylker van Noorwegen